# Никон Оптинский
Ни́кон О́птинский (в миру Никола́й Митрофа́нович Беля́ев; 26 сентября (8 октября) 1888, Москва — 8 июля 1931, деревня Козлово, Пинежский район, Северный край) — священнослужитель Русской православной церкви, иеромонах. Был последним духовником Оптиной пустыни, ему суждено было пережить закрытие и разорение обители.

## Биография
Николай Митрофанович Беляев родился в Москве, в благочестивой купеческой семье. Его отец, Митрофан Николаевич, был последним 14-м ребенком в семье. Мать, дочь церковного старосты кремлёвского храма Святых Константина и Елены Лаврентия Ивановича Швецова, была на 10 лет моложе своего супруга и вышла за него замуж в 31 год. Венчались они в церкви Большого Вознесения у Никитских ворот. В семье родилось восемь детей; Николай был четвёртым.
В пятилетнем возрасте он серьёзно заболел, был при смерти, но выздоровел, что впоследствии особо отмечал, как таинственный промыслительный случай, оптинский старец Варсонофий:

Конечно, это из ряда вон выходящий случай. Собственно, не случай, ибо все происходит с нами целесообразно… Вам была дарована жизнь. Ваша мама молилась, и святитель Николай Чудотворец молился за вас, а Господь как Всеведущий знал, что вы поступите в монастырь, и дал вам жизнь. И верьте, что до конца жизни пребудете монахом…
Мать его, Вера Лаврентьевна, отмечала исключительное терпение Николая по сравнению с братьями. В 1902 году умерли дедушка и бабушка, в 1904 году — его отец, Митрофан Николаевич. В это время он учился в московской гимназии и прислуживал в церкви «Всех Скорбящих Радости».
Окончив гимназию, поступил на физико-математический факультет Московского университета, но проучился недолго. Он вспоминал:

В университете я успел проучиться немногим более полугода… Под предлогом занятий в университете я уходил утром из дома. Приходил в университет и был там до 9 часов, а с 9 часов отправлялся в Казанский собор к обедне, предварительно заходя по дороге к Иверской…
Его устремления разделял и брат Иван (1890—1969), они вместе посещали богослужения, оба почувствовали желание принять монашество и, бросив жребий, определили отправиться в Оптину пустынь; 11 февраля 1907 года они объявили о своём решении матери, а уже 24 февраля прибыли в монастырь. Однако настоятель монастыря, архимандрит Ксенофонт (1845—1914) не захотел принять их в братство; желая испытать твёрдость их намерения, он посоветовал ещё какое-то время пожить в миру. В конце декабря братья окончательно приехали в монастырь, поступив в Иоанно-Предтеченский Скит.
В конце февраля 1908 года Николай был назначен помощником библиотекаря, но основным его послушанием, с октября, стало секретарское — у скитоначальника старца Варсонофия. С января 1908 года он стал делать дневниковые записи.
В апреле 1910 года Николай был пострижен в рясофор, а 24 мая 1915 года — в мантию, получив имя Никон в честь святого мученика, вспоминаемого Церковью 28 сентября; 10 апреля 1916 года он был рукоположен во иеродиакона, а 3 ноября 1917 года стал иеромонахом.
В отношениях Никона и старца Варсонофия был образец древнего старчества, поскольку была полная возможность открывать свои помыслы немедленно и во всём исполнять волю старца. Весь свой опыт и знания передавал ему старец как достойному принять и сохранить этот дар. Их общение продолжалось до весны 1912 года, когда старец Варсонофий был назначен настоятелем Старо-Голутвинского монастыря Московской епархии.
После закрытия монастыря в 1918 году Никон ревностно трудился, делая всё, что только возможно, чтобы сохранить монастырь. В 1919 году Оптинский монастырь был преобразован в племенное хозяйство, вместо которого очень скоро появился музей, в введении которого были все монастырские постройки; при музее был устроен кожевенный завод и деревообрабатывающие мастерские, в которых трудились около тридцати монахов и послушников; в мае 1919 года Никон был временно назначен заведующим этим музеем.
Первый раз Никона арестовали 17 сентября 1919 года; из Козельской тюрьмы он писал матери, что арестовали его только за то, что он — монах и за то, что трудился для обители. В марте 1920 года снова была арестована группа священнослужителей, монахов и мирян, имевших отношение к Оптиной Пустыни, в их числе и Никон.
9 марта 1920 года скончался скитоначальник схиигумен Феодосий (Поморцев), 30 июля 1922 года — иеросхимонах Анатолий (Потапов), в 1923 году был арестован старец Нектарий, который передал своих духовных детей иеромонаху Никону. Летом 1923 года монастырь был окончательно закрыт; настоятель монастыря, Исаакий, отслужив последнюю литургию в Казанском храме, благословил Никона принимать на исповедь множество народа, продолжавшего по-прежнему ехать в Оптину пустынь. Так преподобный Никон стал последним Оптинским старцем.
Вынужденный в 1924 году поселиться в Козельске, он служил в Успенском храме, принимал народ, выполняя свой пастырский долг. В июне 1927 года его в очередной раз арестовали. Три года провёл он в лагере «Кемьперпункт». 23 мая 1930 года Особое совещание при Коллегии ОГПУ без проведения нового следствия приговорило старца Никона к трём годам ссылки в Северный край — он был отправлен в Пинегу Архангельской области и поселился в находящейся в нескольких километрах от Пинеги деревне Воепала. В Лазареву субботу, 22 марта 1931 года, живший в соседней деревне Козловка ссыльный оптинский монах Петр (Драчев), навестил больного туберкулёзом старца Никона и перевёз его к себе. 8 июля 1931 года Никон скончался 43-х лет отроду. Погребён был на кладбище села Валдокурье под Пинегой. В 1930-е годы могила иеромонаха Никона была осквернена, поэтому его духовные чада совершили перезахоронение и лишь немногие знали, где находились его мощи.

## Канонизация
Прославлен как местночтимый святой 26 июля 1996 года.
Прославлен общецерковно вместе с другими двенадцатью Оптинскими старцами на Архиерейском соборе 13—16 августа 2000 года.